# Sanming
Sanming (chinesisch 三明市, Pinyin Sānmíng Shì) ist eine bezirksfreie Stadt in der chinesischen Provinz Fujian.
Sie liegt im Hinterland, hat keinen eigenen Zugang zum Meer und grenzt an die Nachbarprovinz Jiangxi. Mit dem Flughafen Sanming existiert ein nationaler Flughafen.

## Geschichte

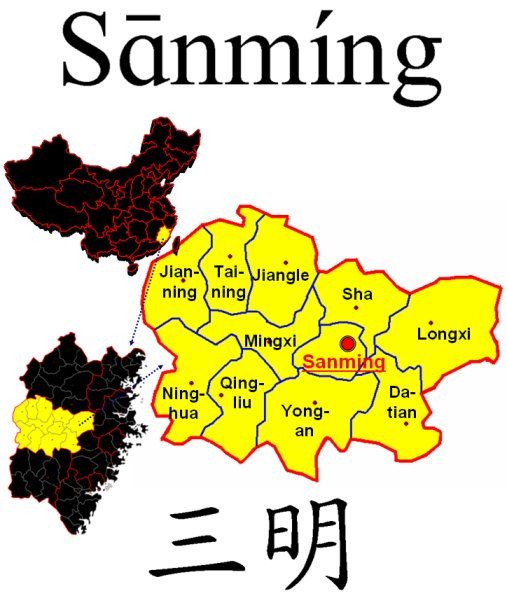
Kreisebene der Stadt Sanming

Sanming war eine Übergangsstation der Hakka auf ihrer Wanderung von Nordchina in den Süden und wird deswegen auch Wiege der Hakka genannt. Die Großgemeinde Shibi, nahe der Grenze zu Jiangxi, ist die Heimat der Hakka.
Heute leben noch Nachkommen historischer Persönlichkeiten (z. B. von Li Shimin, dem Kaiser der Tang-Dynastie) in Sanming.
Hier wurde auch Zhu Xi geboren, der bedeutendste Neokonfuzianer der Song-Dynastie.

## Administrative Gliederung
Auf Kreisebene setzt sich Sanming aus zwei Stadtbezirken, neun Kreisen und einer kreisfreien Stadt zusammen. Diese sind (Stand: 2020):
| Name              | Einteilung  | Fläche    | Einwohnerzahl     | Bedeutung                                          |
| ----------------- | ----------- | --------- | ----------------- | -------------------------------------------------- |
| Meilie (梅列区)   | Stadtbezirk | 351 km²   | 220.115 Einwohner | Zentrum, Sitz der Stadtregierung                   |
| Sanyuan (三元区)  | Stadtbezirk | 800,5 km² | 187.936 Einwohner |                                                    |
| Mingxi (明溪县)   | Kreis       | 1.731 km² | 98.930 Einwohner  | Hauptort: Großgemeinde Xuefeng (雪峰镇)            |
| Qingliu (清流县)  | Kreis       | 1.806 km² | 118.029 Einwohner | Hauptort: Großgemeinde Longjin (龙津镇)            |
| Ninghua (宁化县)  | Kreis       | 2.407 km² | 261.579 Einwohner | Hauptort: Großgemeinde Cuijiang (翠江镇)           |
| Datian (大田县)   | Kreis       | 2.232 km² | 299.513 Einwohner | Hauptort: Großgemeinde Junxi (均溪镇)              |
| Youxi (尤溪县)    | Kreis       | 3.420 km² | 341.638 Einwohner | Hauptort: Großgemeinde Chengguan (城关镇)          |
| Sha (沙县)        | Kreis       | 1.799 km² | 250.503 Einwohner | Verwaltungssitz: Straßenviertel Fenggan (凤岗街道) |
| Jiangle (将乐县)  | Kreis       | 2.241 km² | 144.943 Einwohner | Hauptort: Großgemeinde Guyong (古镛镇)             |
| Taining (泰宁县)  | Kreis       | 1.528 km² | 104.071 Einwohner | Hauptort: Großgemeinde Shancheng (杉城镇)          |
| Jianning (建宁县) | Kreis       | 1.730 km² | 114.400 Einwohner | Hauptort: Großgemeinde Suicheng (濉城镇)           |
| Yong’an (永安市)  | Stadt       | 2.931 km² | 344.793 Einwohner |                                                    |

## Wirtschaft
- Bruttoinlandsprodukt: 28,7 Milliarden Renminbi
- BIP pro Kopf: 10.679 Renminbi

Wirtschaftszahlen: Fujian Statistical Yearbook 2003 (Zahlen von 2002)
- Primärsektor (Landwirtschaft): 29 % (Durchschnitt Fujian: 22 %)
- Sekundärsektor (Industrie): 48 % (Durchschnitt Fujian: 44 %)
- Tertiärsektor (Dienstleistungen): 23 % (Durchschnitt Fujian: 34 %)

## Tourismus
- Jin Hu (Goldsee)
- Geshikao
- Ninghua
- Taoyuan-Grotte